# Tschany (Ort)
Tschany (russisch Чаны) ist eine Siedlung städtischen Typs in der Oblast Nowosibirsk (Russland) mit 8473 Einwohnern (Stand 14. Oktober 2010).

## Geographie
Tschany liegt im südöstlichen Teil des Westsibirischen Tieflandes, der Barabasteppe, etwa 400 km westlich der Oblasthauptstadt Nowosibirsk und 50 km nördlich des abflusslosen Tschanysees, welcher dem Ort den Namen gab.
Die Siedlung Tschany ist Verwaltungszentrum des gleichnamigen Rajons.
Durch Tschany führt die Transsibirische Eisenbahn (Streckenkilometer 2932 ab Moskau).

## Geschichte
Tschany entstand 1875 als Weiler Nowopokrowskaja saimka (Новопокровская заимка), nahe welchem beim Bau der Transsibirischen Eisenbahn 1890 die Station Tschany errichtet wurde und 1892 ein Dorf gleichen Namens entstand. 1924 wurde der Ort Rajonverwaltungszentrum. 1947 wurde der Status einer Siedlung städtischen Typs verliehen.

### Bevölkerungsentwicklung
| Jahr | Einwohner |
| ---- | --------- |
| 1939 | 5872      |
| 1959 | 9086      |
| 1970 | 8167      |
| 1979 | 8951      |
| 1989 | 9607      |
| 2002 | 9039      |
| 2010 | 8473      |

Anmerkung: Volkszählungsdaten

## Wirtschaft
Da der Ort in einem bedeutenden Landwirtschaftsgebiet liegt, überwiegen Betriebe der Lebensmittelindustrie (Milch-, Fleisch- und Getreideerzeugnisse); daneben gibt es Bauwirtschaft.